# جیمز برانسگروو
جیمز برانسگروو (انگلیسی: James Bransgrove؛ زادهٔ ۱۲ مهٔ ۱۹۹۵) بازیکن فوتبال اهل بریتانیا است.
از باشگاه‌هایی که در آن بازی کرده‌است می‌توان به باشگاه فوتبال کولچستر یونایتد اشاره کرد.
وی همچنین در تیم‌های ملی فوتبال Scotland national under-18 football team و زیر ۲۱ سال اسکاتلند بازی کرده‌است.